# Get Get Down
Singles de Paul Johnson
Hear My Drops
(1998) Doo Wap
(2003)
Get Get Down est une chanson du DJ et compositeur américain Paul Johnson, sortie le 4 octobre 1999 sous le label américain Sony Music Entertainment.
La chanson a été composée et produite également par Paul Johnson, Get Get Down est son plus grand succès commercial.
Le single s'est classé dans le top 3 aux Pays-Bas, dans le top 10 en France et en Belgique (Wallonie), vendu à 175 000 exemplaires en France et certifié disque d'argent par le Syndicat national de l'édition phonographique.

## Liste des pistes
CD-Maxi
1. Get Get Down (Original Radio)	- 3:13
2. Get Get Down (Original Extended Mix) - 5:43
3. Get Get Down (XXX Remix) - 5:28
4. Get Get Down (Ganz unten Remix) - 5:34
5. Get Get Down (Patrick Lindsey Remix) - 6:01
6. Get Get Down (DJ Gordon vs. Goliath Remix) - 7:13
7. Get Get Down (Get Get Nerio's Dubwork Remix) - 7:06

## Classements
| Classement (1999-2000)                  | Meilleure position |
| --------------------------------------- | ------------------ |
| Allemagne (Media Control AG)            | 29                 |
| Australie (ARIA)                        | 38                 |
| Belgique (Flandre Ultratip 100)         | 1                  |
| Belgique (Flandre Ultratop 50 Singles)  | 27                 |
| Belgique (Flandre VRT Top 30)           | 27                 |
| Belgique (Wallonie Ultratop 50 Singles) | 7                  |
| Canada (RPM Top 30 Dance)               | 1                  |
| France (SNEP)                           | 9                  |
| Irlande (IRMA)                          | 19                 |
| Italie (FIMI)                           | 16                 |
| Pays-Bas (Nederlandse Top 40)           | 3                  |
| Pays-Bas (Single Top 100)               | 3                  |
| Royaume-Uni (UK Singles Chart)          | 5                  |
| Suisse (Schweizer Hitparade)            | 18                 |

| Classement (1999)               | Position |
| ------------------------------- | -------- |
| Belgique (Wallonie Ultratop 50) | 63       |
| France (SNEP)                   | 57       |
| Italie (FIMI)                   | 99       |
| Pays-Bas (Nederlandse Top 40)   | 47       |
| Pays-Bas (Single Top 100)       | 63       |

## Remix de Laidback Luke
Singles par Laidback Luke
Step By Step
(2007) Show Me Love
(2009)
En 2008, le DJ néerlandais Laidback Luke remixe la chanson et la sort en mai sous forme numérique par le biais de son label Mixmash Records, version qui se classe à la 58e position dans son pays d'origine.

### Classement par pays
| Classement (2008)         | Meilleure position |
| ------------------------- | ------------------ |
| Pays-Bas (Single Top 100) | 58                 |